# Neue Zeitschrift für Baurecht und Vergaberecht
Die Neue Zeitschrift für Baurecht und Vergaberecht (NZBau) ist eine juristische Fachzeitschrift.
Sie befasst sich vor allem mit den Gebieten Privates Baurecht, Recht der Architekten, Ingenieure und Projektsteuerer, sowie Vergabewesen.
Detaillierter (und auch weitgehender) beschreibt der Verlag die Inhalte inzwischen mit:
- Bauvertragsrecht, Haftungsrecht
- Architekten- und Ingenieurrecht
- Vergaberecht
- Projektsteuerung, Projektmanagement
- Bauträgerrecht
- Bauprozessrecht und Beweisverfahren
- Streitschlichtungsverfahren
- Öffentliches Baurecht

Die NZBau erscheint seit 2000 monatlich im Verlag C. H. Beck.
Die Redaktion (Stand September 2010) besteht aus den Elisabeth Jackisch und Kerstin Korn und hat ihren Sitz in Frankfurt am Main.
Herausgeber (Stand September 2010) sind Klaus D. Kapellmann, Mönchengladbach (Geschäftsführender Herausgeber); Meinrad Dreher, Mainz; Klaus Englert, Schrobenhausen; Wolfgang Jaeger, Essen; Nils Kleine-Möller, München; Rüdiger Kratzenberg, Berlin; Johann Kuffer, Karlsruhe; Jürgen Kühnen, Düsseldorf; Ralf Leinemann, Berlin; Burkhard Messerschmidt, Bonn; Klaus Minuth, Frankfurt a. M.; Gerd Motzke, München; Frank Peters, Hamburg; Hans-Joachim Prieß, und Thomas Schröer, Frankfurt a. M.